# Jerbu petit de Mongòlia
Jerbu petit de Mongòlia (Meriones unguiculatus) és un rosegador de la subfamília Gerbillinae. És l'espècie més coneguda de la seva subfamília i normalment se'l fa servir d'animal de companyia o com a model experimental. El nom és degut a la semblança en aspecte amb els jerbus autèntics, malgrat pertànyer a una família diferent.
Tal com el hàmster sirià o daurat, va ser portat als Estats Units per primer cop el 1945 pel Dr. Victor Schwentker per utilitzar-lo en recerca.

## Descripció física
Meriones unguiculatus té una llargada de 120 mm (sense cua), la llargada de la cua pot arribar a una mica més de 120 mm de llargada. La cua els serveix de contrapès o de suport quan el jerbu es manté dret sobre els membres posteriors. Tenen el cos recobert d'un pelatge prim d'arrels grises, continua amb colors groguencs i acaba amb puntes negres, el pelatge ventral és blanc i per acabar, les potes tenen un color rosat-blanquinós.
Els mascles són lleugerament més grossos que les femelles, amb una mitjana de pes de 60 grams comparat amb una mitjana de 50-55 grams, respectivament.

## Reproducció
Els jerbus petits de Mongòlia en estat salvatge crien entre febrer i octubre, en aquest temps tenen fins a 3 ventrades.
La gestació dura entre 19 i 30 dies. En cada ventrada tenen entre 1 i 12 cries, però la mitjana és entre 4 i 7. Els nounats neixen amb un pès de aproximadament 2,5 grams. El deslletament té lloc entre 20 i 30 dies després del naixement.
Els M. unguiculatus arriben a la maduresa sexual als 65 - 85 dies d'edat, i l'edat de cria dura fins que tenen 20 mesos d'edat. L'esperança de vida en llibertat és de 3 a 4 mesos i en captivitat sol ser d'uns 2 anys de mitjana.

## Origen
Meriones unguiculatus evolucionà en els semidesert i estepes de Mongòlia. Tot i així també es poden trobar a diferents parts del sud de la Sibèria i nord de la Xina. Allí, van desenvolupar potes llargues per saltar i córrer davant els depredadors, dentadura adaptada a menjars durs i tècniques de conservació d'aigua. La majoria dels seus depredadors naturals són ocells de presa o serps. Són animals diürns però quan fa molt de fred o molta calor tornen als seus refugis subterranis.

## Hàbitat
El jerbu petit de Mongòlia habita originàriament herbassars semiàrids on fa molt de fred a l'hivern (–40 °C) i molta calor a l'estiu (+50 °C); la mitjana de temperatura de l'any són uns 20 °C. Aquestes àrees es caracteritzen també per una baixa quantitat de precipitació anual (menys de 230 mm l'any).Viuen en deserts d'argila o sorrencs, prats, estepes àrides i valls de muntanyes.
Els jerbus petits de Mongòlia construeixen caus excavats al sol. Ho fan prop de plantes perquè les arrels subjectin la estructura de caus. En aquests caus hi viuen en grups familiars, formats per diversos jerbus

## Història
Van ser descoberts per a la ciència el 1866, pel capellà Armand David que portà a París al Museu d'Història Natural (Musée d'Histoire Naturelle) exemplars del nord de la Xina. Els va anomenar rates grogues.
Meriones unguiculatus prové del guerrer grec Meriones de la Ilíada d'Homer i unguiculatus significa amb urpes aquest nom li donà Milne-Edwards el 1867.

## Comportament
Els jerbus petits de Mongòlia presenten alguns caràcters interessants. Cada família de jerbus està liderada per un mascle alfa, més gran que la resta de mascles. Una família de jerbus normalment no excedeix els 20 individus i normalment hi ha entre 2 i 3 cops més femelles que mascles.
Els jerbus gasten la major part del seu temps en busca de menjar, excepte quan el clima presenta temperatures més extremes, en aquest cas intenten conservar l'energia. Aquest comportament sembla que és innat, ja que els jerbus domèstics també tenen signes d'inactivitat durant els dies més calorosos/freds de l'any.
Els jerbus són animals diürns i els seus grans predadors són ocells rapinyaires (com àguiles) i serps.

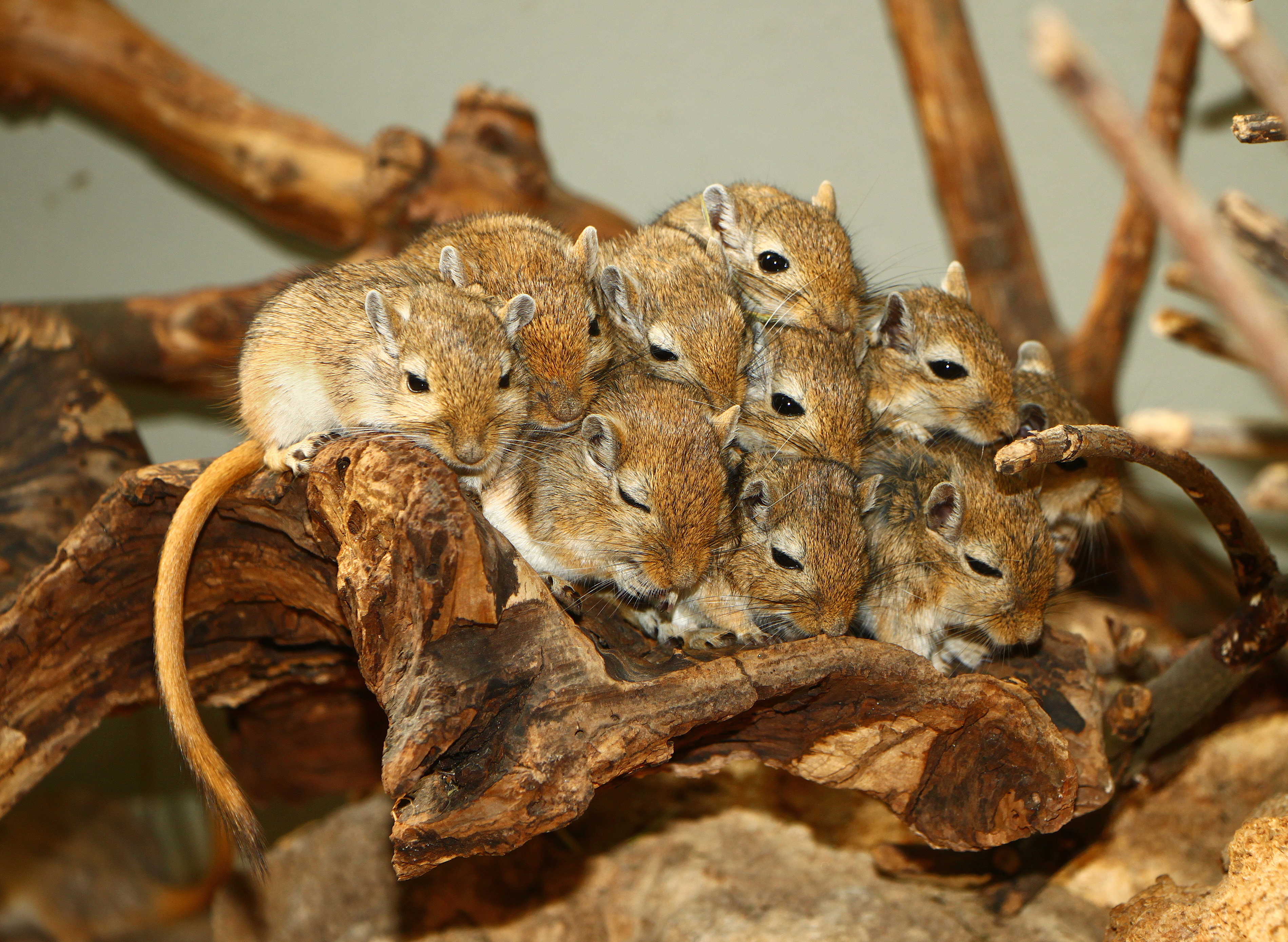
Meriones unguiculatus al Zoo de Wilhelma, Stuttgart, Alemanya.

## Alimentació
M. unguiculatus s'alimenten principalment de Artemisia sieversiana i A. commutata. També mengen salsola (Salsola collina), panissola verda (Setaria viridis) i conegut conegut com a "fals blat" (Leymus chinensis). Els jerbus conserven molt bé l'aigua, produint una orina altament concentrada i excrements força secs; també conserven molt bé els greixos.
Els jerbus domèstics tenen una àmplia varietat d'aliments, incloent gra, les gramínies i algunes fruites i verdures.

## Importància pels humans
Són molt útils com a animals per a la recerca i s'han fet molt populars com a mascota en els últims anys. Els cuidats necessaris per a aquest petit mamífer són pocs: es porten molt bé entre individus, necessiten poc manteniment i a més són mansos i juganers.

### Problemàtica
Els jerbus alliberats en zones foranes o que escapen d'alguna casa poden establir-se i causar una potencial amenaça per els organismes natius de la zona a través de competició i també per contagi de malalties. Els jerbus, com molts altres rossegadors poden servir com a vector de malalties infeccioses.

### En ciència
El seu metabolisme és capaç de sintetitzar la majoria de les vitamines necessàries, de manera que els aliments frescos en front als deshidratats no són un requisit per la seva salut. L'ambient sec que això implica a les zones habitades per els jerbus, manté baixos tant els nivells de creixement de bacteris i fongs com les olors. Per aquestes raons, el Meriones unguiculatus és molt apreciat en recerca com a model experimental. De fet, aproximadament 100.000 jerbus són utilitzats en recerca cada any (1999-2006).
Un 50% dels jerbus pateixen un atac epilèptic quan es troben en condicions d'estrès. Aquest fet, que probablement és utilitzat com a mecanisme de defensa de l'animal, ha estat de gran utilitat per la recerca de l'epilèpsia. Tot i així, el Meriones unguiculatus és utilitzat en molts altres objectes d'estudi com:
- Hipercolesterolèmia, ja que son hereditàriament propensos a patir-ne.
- Radiobiologia
- Accident vascular cerebral
- Funcions endocrines i conservació de l'aigua
- Malalties cardiovasculars
- Recerca dental
- Recerca sobre la reproducció
- Recerca sobre les malalties infeccioses
- Histocompatibilitat
- Psicologia territorial i comportament
- Patologies nervioses degudes a additius alimentaris, pesticides, dissolvents i metalls pesants

Tot i que els jerbus són animals intel·ligents i socials, no realitzen tant bé com les rates les proves d'intel·ligència basades en un patró de laberint, ja que prefereixen explorar un nou entorn abans que buscar directament la recompensa d'aliments. Pel que sembla, la seva curiositat és superior al seu desig de menjar.
El problema és que mantenir aquests rosegadors en gàbies estàndard de laboratori, sense estímuls, ni accessoris socials adequats, perjudica la seva funció cognitiva, provocant respostes conductuals inadequades, reaccions d'estrès, comportaments estereotipats anormals com ara excavar o mossegar barres contínuament i redueix la tolerància a l'estrès en la seva vida adulta. Tot plegat qüestiona la validesa de la investigació experimental sobre aquests animals. Per tant, els investigadors, que volen resultats fiables per als seus experiments, han d'aportar una certa comoditat i respectar els requisits propis de les espècies salvatges originals, de manera que no modifiqui l'organisme i els hàbits de conducta de l'espècie mitjançant una cria en captivitat massa industrial i artificial.

### Com a mascotes
El jerbu s'ha convertit en una nova mascota gràcies a les seves qualitats naturals, ja que són socials, suaus, i fàcils de cuidar. Els jerbus prefereixen viure en parelles o grups més que en solitari.
Com a excavadors que són, els jerbus prefereixen un dipòsit amb un substrat profund en comptes d'una gàbia d'hàmster, ja que el substrat pot ser ràpidament expulsat d'una gàbia. Els jerbus també són "chewers" i necessiten molts objectes de cartró i joguines per mossegar-les. El cartró es traurà al llit i es barrejarà amb el substrat. Els jerbus no necessiten aliments frescos i, de fet, poden donar-els diarrea, és suficient una dieta basada en una barreja de llavors, millets i pellets d'alfals. L'aigua s'ha de proporcionar en un sistema de goteig per evitar l'acumulació accidental de floridures nocives a l'entorn del tanc. Encara que els jerbus estan adaptats al desert, requereixen que l'aigua es subministri en tot moment. S'ha de tenir cura de no introduir nous olors de sobte al tanc, ja que els jerbus consideren que és el seu territori. Els jerbus són actius i valoren tenir una roda de carrera o d'exercici. Es pot minimitzar l'excavació repetitiva de la cantonada proporcionant túnels mentre els jerbus es troben en els seus mesos de formació. Igual que amb la majoria dels animals, aprecien una zona segura i privada que està fosca per dormir.